# Чекунков, Олег Фёдорович
Олег Фёдорович Чекунков (21 июля 1958, Потсдам) — белорусский дипломат, посол Белоруссии во Вьетнаме (1998—2001).

## Биография
Родился 21 июля 1958 года в Потсдаме, ГДР. В 1980 году окончил Минский государственный педагогический институт иностранных языков, в 1991 — Всесоюзную академию внешней торговли в Москве.
В 1980-83 годах проходил службу в советской армии. Затем, в 1983-84 годах, работал инженером главного почтового управления Минсвязи БССР, с 1984 по 1988 год был начальником международного участка Минского почтамта.
В независимой Белоруссии занимал следующие должности:
- главный специалист Государственного комитета по внешним экономическим связям Республики Беларусь (1991—1993)
- торговый представитель Республики Беларусь во Вьетнаме (1993—1996)
- начальник управления регионального сотрудничества Министерства внешних экономических связей Республики Беларусь (1996—1997)
- заместитель Министра внешних экономических связей Республики Беларусь (1997—1998)

С 4 февраля 1998 по 14 сентября 2001 года являлся послом Республики Беларусь во Вьетнаме. 6 октября 1999 года также был назначен послом Белоруссии в Таиланде и Лаосе (по совместительству).
Владеет английским, французским и немецким языками.
Женат, имеет двоих сыновей. Сын — Алексей (р. 1980), министр Российской Федерации по развитию Дальнего Востока и Арктики с 2020 года.